# Marcella (serie)
Marcella es una serie británica transmitida desde el 4 de abril del 2016 por medio de la cadena ITV. 
La serie fue creada por Hans Rosenfeldt y Nicola Larder.
El 26 de agosto de 2016 se anunció que la ITV había renovado a la serie para una segunda temporada, la cual fue estrenada en el 2018.

## Historia
La serie sigue a la exdetective Marcella Backland (Anna Friel), quien queda devastada cuando su marido Jason Backland, un asesor legal de la constructra "DTG" (propiedad de la familia Gibson), la abandona con sus dos hijos.  
Cuando la visita un detective de alto nivel de la escuadra de asesinatos para obtener información sobre un viejo caso que lleva sin ser resuelto 11 años relacionado con un asesino en serie, Marcella decide regresar al trabajo.
Se encuentra con las citas por internet, prostitución y el comportamiento dudoso de la empresa de su marido, mientras trata de salvar su matrimonio  

## Personajes

### Personajes principales
| Actor               | Personaje             | Ocupación                   | Número de episodios | Duración        |
| ------------------- | --------------------- | --------------------------- | ------------------- | --------------- |
| Anna Friel          | DS. Marcella Backland | Detective Sargento          | 8                   | 2016 - presente |
| Nicholas Pinnock    | Jason Backland        | Asesor Legal                | 8                   | 2016            |
| Sinéad Cusack       | Sylvie Gibson         | -                           | 8                   | 2016            |
| Nina Sosanya        | DCI. Laura Porter     | Detective Inspector en Jefe | 8                   | 2016            |
| Ray Panthaki        | DI. Rav Sangha        | Detective Inspector         | 8                   | 2016            |
| Charlie Covell      | DC. Alex Dier         | Detective                   | 8                   | 2016            |
| Jack Doolan         | DC. Mark Travis       | Detective                   | 8                   | 2016            |
| Tobias Santelmann   | Yann Hall             | -                           | 8                   | 2016            |
| Jamie Bamber        | DI. Tim Williamson    | Detective Inspector         | 7                   | 2016            |
| Patrick Baladi      | Stephen Holmes        | -                           | 6                   | 2016            |
| Ben Cura            | Matthew Neil          | -                           | 6                   | 2016            |
| Ian Puleston-Davies | Peter Cullen          | -                           | 5                   | 2016            |
| Laura Carmichael    | Maddy Stevenson       | Estudiante                  | 4                   | 2016            |
| Stephen Lord        | Stuart Callaghan      | -                           | 4                   | 2016            |
| Andrew Lancel       | Clive Bonn            | -                           | 3                   | 2016            |

### Personajes recurrentes
| Actor             | Personaje         | Ocupación  | Nº de episodios | Duración |
| ----------------- | ----------------- | ---------- | --------------- | -------- |
| Imogen Faires     | Emma Backland     | -          | 7               | 2016     |
| Susannah Wise     | Linda Callaghan   | -          | 5               | 2016     |
| Jasmine Breinburg | Lea Coombes       | -          | 4               | 2016     |
| Yasen Atour       | Mo El-Said        | Taxista    | 4               | 2016     |
| Asher Flowers     | Edward Backland   | -          | 3               | 2016     |
| Nick Hendrix      | Adrian Cooper     | -          | 3               | 2016     |
| Rob Jarvis        | Don Parkin        | -          | 3               | 2016     |
| T'Nia Miller      | Aleesha           | -          | 3               | 2016     |
| Robert Whitelock  | Guy Roberts       | Panadero   | 3               | 2016     |
| David Fahm        | Greg Brady        | -          | 2               | 2016     |
| Otto Farrant      | Evan Jones        | -          | 2               | 2016     |
| Toby Wharton      | Ronnie "Ron" Weir | Repartidor | 2               | 2016     |
| Isobel Middleton  | Victoria Daughton | -          | 2               | 2016     |
| Shivani Kapur     | Beth Bachan       | -          | 2               | 2016     |

### Antiguos personajes principales
| Actor         | Personaje    | Ocupación          | Nº de episodios | Duración | Estado | Causa                              |
| ------------- | ------------ | ------------------ | --------------- | -------- | ------ | ---------------------------------- |
| Harry Lloyd   | Henry Gibson | -                  | 8               | 2016     | Vivo   | Hermano de Grace                   |
| Maeve Dermody | Grace Gibson | Directora de GTB   | 3               | 2016     | Muerta | Hermana de Harry                   |
| Florence Pugh | Cara Thomas  | Trabajadora Sexual | 3               | 2016     | Muerta | asesinada luego de ser atropellada |

### Antiguos personajes recurrentes
| Actor           | Personaje      | Ocupación | Nº de episodios | Duración | Estado | Causa                          |
| --------------- | -------------- | --------- | --------------- | -------- | ------ | ------------------------------ |
| Emil Hostina    | Bendek Krol    | -         | 5               | 2016     | Muerto | muerto por asfixia autoerótica |
| George Anton    | Andrew Barnes  | -         | 2               | 2016     | Muerto | asesinado por Stuart Callaghan |
| Youssef Kerkour | Hassan El-Said | -         | 2               | 2016     | Muerto | asesinado                      |
| Grace Taylor    | May Weir       | -         | 1               | 2016     | Muerta | secuestrada y asesinada        |

## Episodios
La serie estuvo conformada por 8 episodios.

## Premios y nominaciones
| Año  | Categoría       | Premio          | Nominado | Resultado |
| ---- | --------------- | --------------- | -------- | --------- |
| 2016 | Best New Series | TV Choice Award | Marcella | Nominado  |

## Producción
La serie contó con los productores Andrew Woodhead y los productores ejecutivos Hans Rosenfeldt, Nicola Larder y Tony Wood. Además de Rosenfeldt la serie también contó con los escritores Marston Bloom, Mark Greig y Ben Harris.
La cinematografía estuvo a cargo de Ula Pontikos, mientras que la compañía de producción encargada de distribuir la serie fue "Buccaneer Media".	
La serie fue filmada principalmente en Londres, mientras que el Port of Dover apareció brevemente durante el séptimo episodio.

### Emisión en otros países
Fuera del Reino Unido, los episodios son transmitidos por Netflix en todo el mundo.
| País           | Cadenas | Fecha de Inicio | Fecha de Finalización |
| -------------- | ------- | --------------- | --------------------- |
| Estados Unidos | Netflix | -               | -                     |